# 対戦車ミサイル

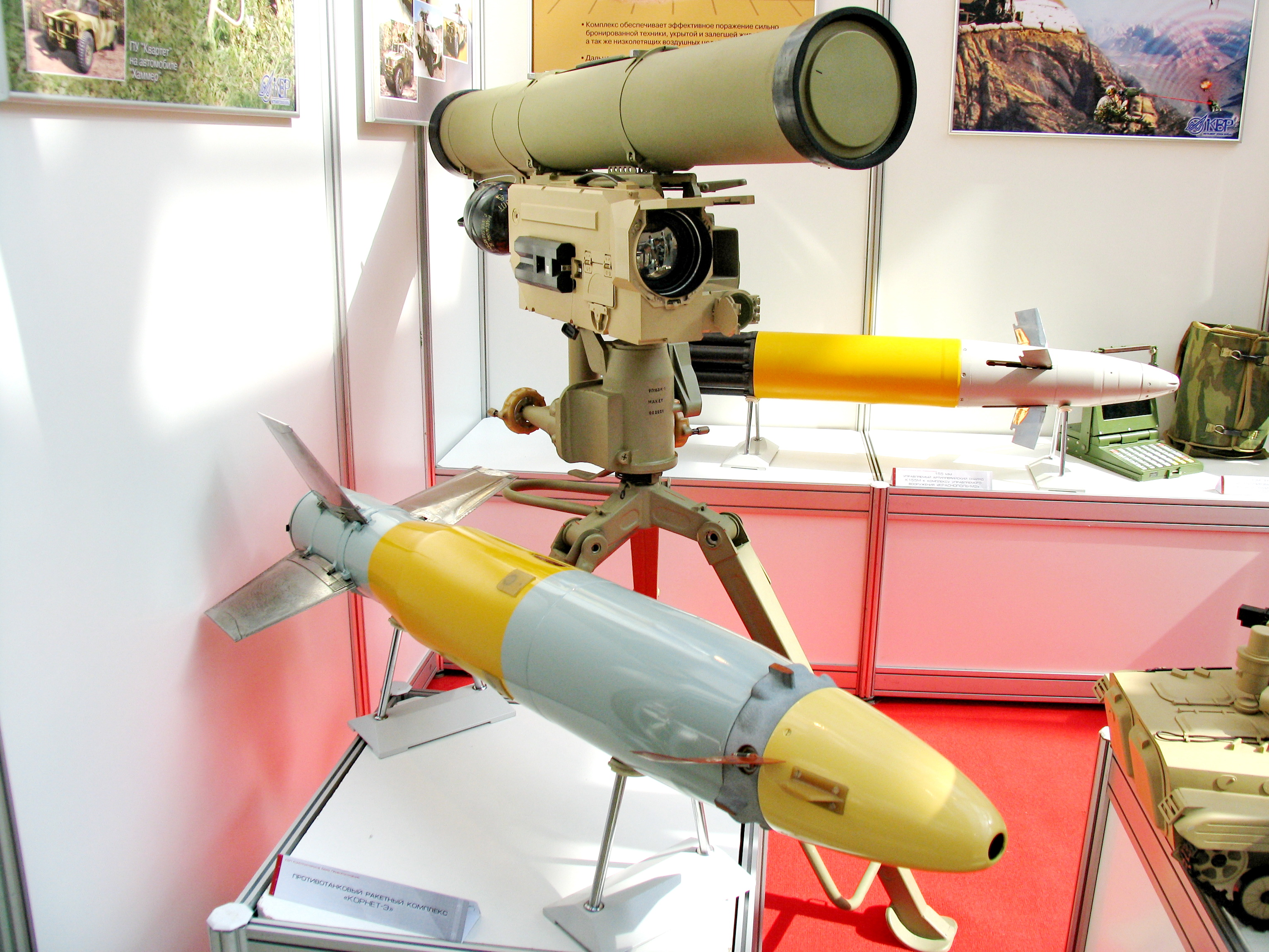
9M133　コルネット

対戦車ミサイル（たいせんしゃミサイル、英語: anti-tank missile, ATM）は、戦車を攻撃するために用いられるミサイルで、対戦車誘導ミサイル（anti-tank guided missile, ATGM）、対戦車誘導兵器（anti-tank guided weapon, ATGW）などとも呼ばれる。
日本の防衛省（自衛隊）では対戦車誘導弾（たいせんしゃゆうどうだん）と呼称し、MAT（missile anti-tank）の略号を付けている。令和3年度の総合火力演習では、呼称に「ATM（エーティーエム）」を用いた。

## 概要
戦車は強固な装甲により防御されているため、少量の火薬による通常の爆発ではダメージをあまり与えられない。また、ミサイルは飛翔速度が砲弾（APFSDS弾など）と比べて非常に遅いために、運動エネルギーによる装甲貫通は行えない。そのために、対戦車ミサイルでは爆発の威力を一点に集中させることができるHEAT（成形炸薬弾）を用いて戦車の装甲を貫く。
対戦車ミサイルは、車両や航空機などに装備されるものが多いが、人力で搬送可能なものも多く、歩兵部隊の対戦車班の主要装備となっている。戦闘車輌以外にも人間、建物、陣地などに対しても使用可能な事から、ロケットランチャーや携帯型地対空ミサイル同様、ゲリラや民兵が好む装備となっている。もっとも、価格は地対空ミサイルよりはずっと安価とはいえ、日本円で一発あたり数百万円もするため、大国から装備を供与されていない民兵組織では、おいそれと自腹で調達できるものではない。
副次的な利用として、対艦ミサイルに比べて廉価かつ高速であることから武装ボートや上陸用舟艇に対する攻撃にも用いられる。イラン・イラク戦争において、イラン革命防衛隊海上部隊の武装ボートおよび突撃艇への対抗手段として、ペルシア湾に展開したアメリカ海軍がBGM-71 TOWを使用した。日本の79式対舟艇対戦車誘導弾は、舟艇を主目標の一つとして開発されている。
有効射程が短い砲を補完するために、通常砲弾と対戦車ミサイルの双方が発射可能なガンランチャーと呼ばれる大口径の主砲を備えたM551シェリダン空挺戦車の様な車輌も存在していた。現在は戦車砲自体の大口径化とミサイルの小型化により、ロシアの9M119やイスラエルのLAHATの様に通常の戦車砲から発射できるタイプが登場している。

## 歴史
世界で最初に開発された対戦車ミサイルは、第二次世界大戦中の1941年にドイツで開発が始まり、1944年に実物でのテストが行われた「X-7 ロートケップヒェン（Rotkäppchen、赤頭巾ちゃん）」である。
X-7は、終戦までに300発ほどが完成したが、実戦での使用は無かったとされる。また、誘導命令を赤外線で伝える方式や、今で言う第二世代の誘導方式、そして画像認識による誘導など様々な誘導方式の研究がされていた。これらは計画の域を出なかった。また、X-7以外にも様々な対戦車ミサイルが計画されていたがそのほとんどは完成していない。
世界で最初に実戦使用された対戦車ミサイルは、フランスのSS.10である。SS.10は、低コストで戦車を駆逐する兵器という前提で開発が行なわれ、軽戦車や対戦車砲のような重装備を用いなくとも、トラックやジープで軽快に移動する兵士によって大量に戦車を駆逐する装備を持つことが可能になった。
世界で最初に対戦車ミサイルが大規模に用いられたのは第四次中東戦争である。エジプト陸軍がイスラエル陸軍戦車部隊に対してAT-3 サガー対戦車ミサイルを集中使用し、大打撃を与えることに成功した。そのため、一時はミサイル万能論（戦車不要論）が大きく取りざたされた。しかし、戦車側も対戦車ミサイルに対抗するため、爆発反応装甲（ERA）などのHEATを無効化する手段を有するようになった。その後、本格的な防護力を持つ第三世代主力戦車が登場したため、ATGMもより強力なものを望まれている。
そのため、HEATを2段にし、一段目の弾頭で爆発反応装甲を破壊、2段目が装甲を破るタンデム弾頭を持つタイプや、戦車の装甲が比較的薄い上面を狙ってHEATを打ち込むタイプ（スウェーデン製のBILLなど）、旧来のHEAT弾頭ではなく戦車砲弾であるAPFSDS（装弾筒付翼安定徹甲弾）と同等に運動エネルギー弾を目標に超高速で突入させる事で、反応する猶予を与えず爆発反応装甲ごと撃破することが可能なLOSATの様なタイプもある。

## 誘導方式
地対空ミサイルなどと異なり、対戦車ミサイルは電気信号を送るワイヤーによる有線誘導方式が多いが、近年では光ファイバーを用いたものや、ワイヤーを用いないアクティブ誘導でより高速のタイプも登場している。また、以下のように機能により各世代に分類される。

### 第1世代

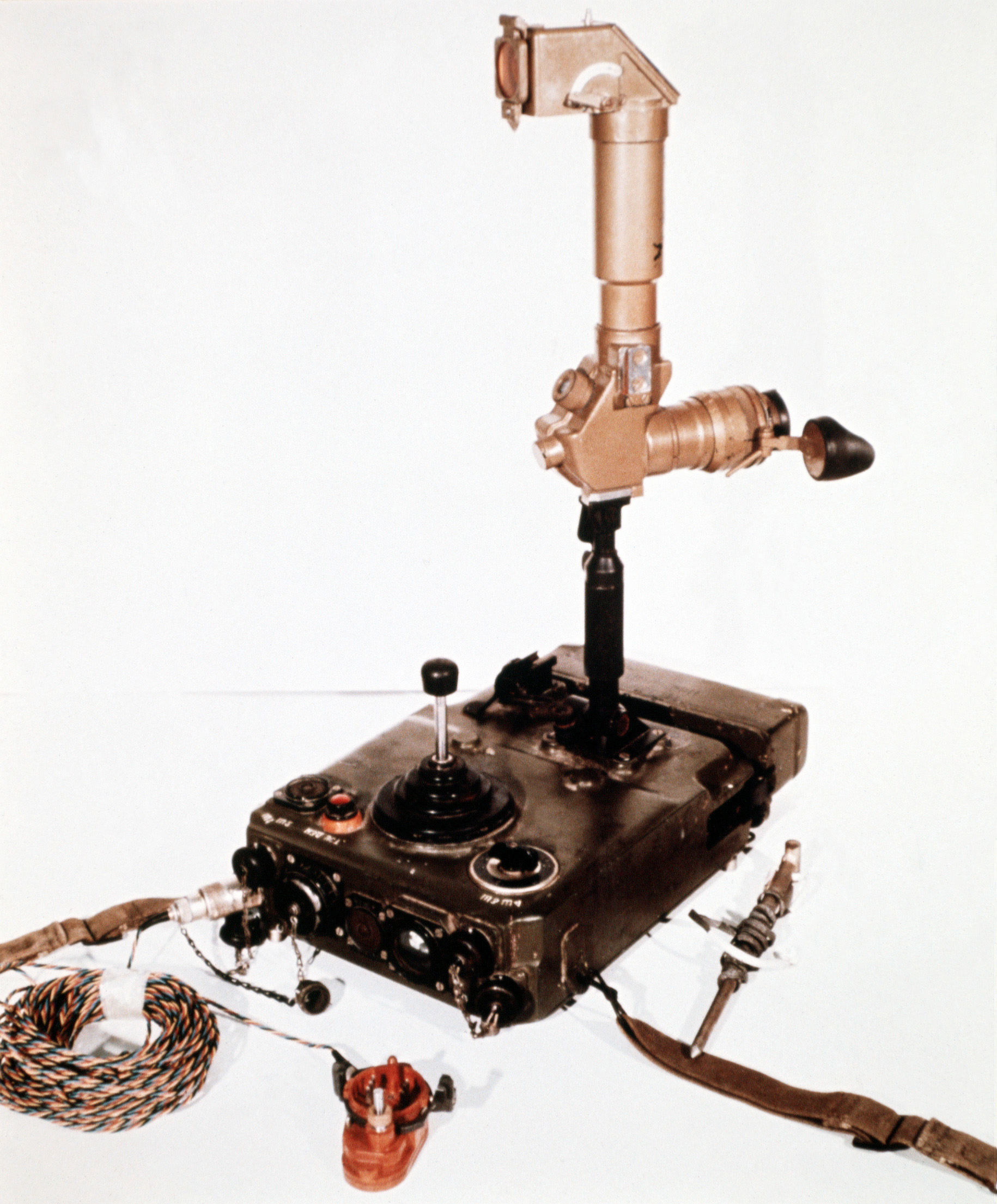
AT-3 サガーのペリスコープと操縦桿

照準器または双眼鏡で目標を照準し、飛行中のミサイル後部の噴射炎や発光マーカーでその位置を確認しつつ、ジョイスティックで誘導する遠隔操作誘導方式。目標と自分のミサイルを同時に目で追う必要があり、ミサイルも低速で横風の影響を受けやすい。当然、照準手によるミサイルの操縦が必要となり、照準手が無力化されてしまえば誘導も不可能となる。
代表例として、世界初の実用対戦車ミサイルとなったSS.11や、AT-3 サガー、64式対戦車誘導弾などがあげられる。

### 第2世代

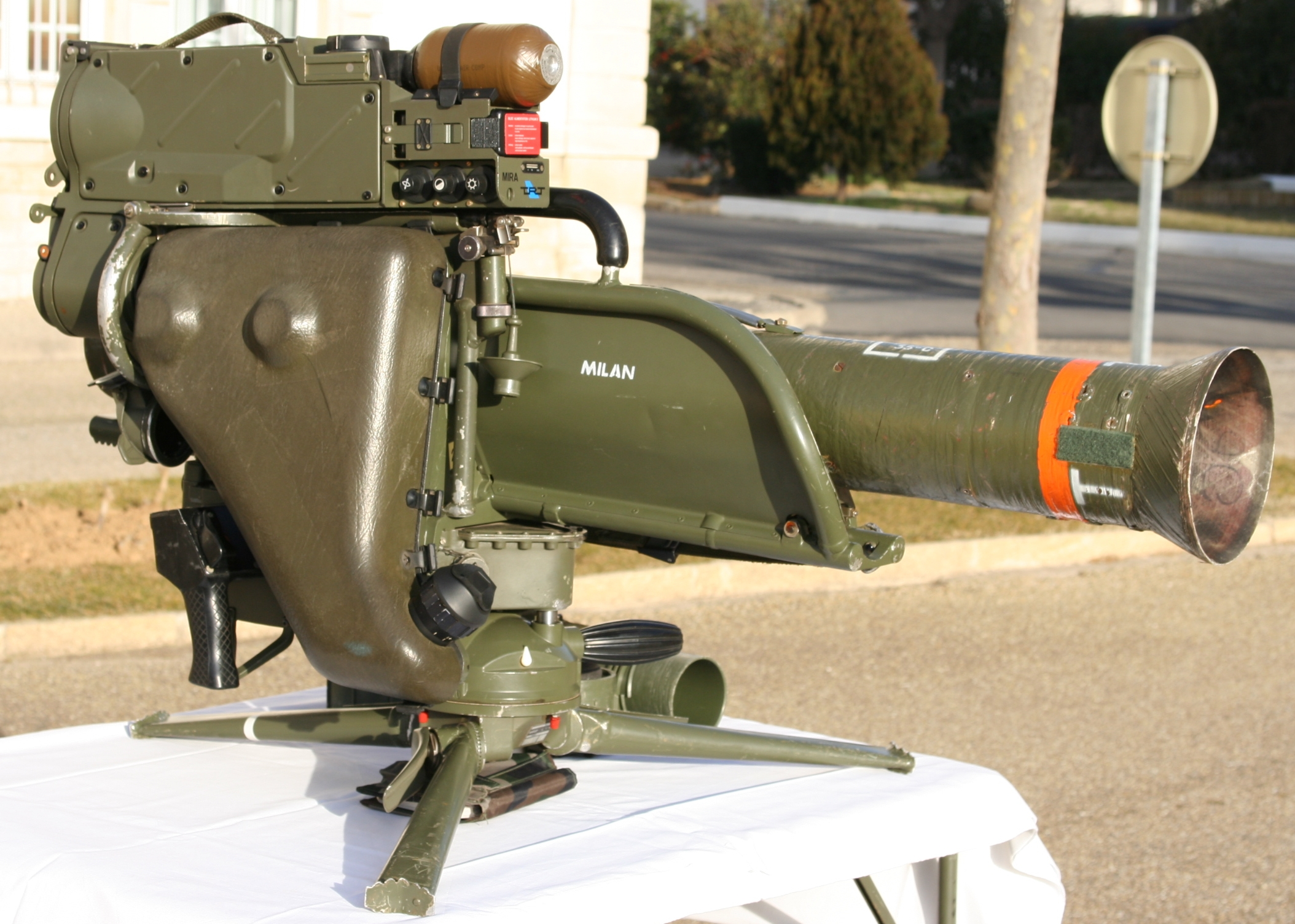
ミランの発射機。発射筒の横にあるのが照準器

前記第1世代を改良した誘導方式を採用。飛行中のミサイルの位置は人間のオペレーターでなく誘導装置がセンサで検出する。オペレーターが照準器の中心に目標を捕らえ続けていれば、照準線とミサイルの位置の差を誘導装置が計算して誘導信号をミサイルへ送信する。照準手は目標だけを追えばよくなり、特別な操作能力が無くとも誘導が可能になったが、やはり目標に命中するまでは誘導（操縦）し続ける必要がある。
代表的な例として、西側諸国のBGM-71 TOW、HOT、ミラン、79式対舟艇対戦車誘導弾、東側諸国のAT-4、AT-5などがあげられる。

### 第2.5世代

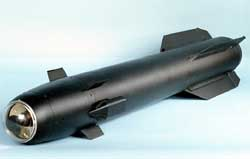
AGM-114A ヘルファイア。弾頭部にあるのが赤外線シーカー

Nd-YAGなどの照準レーザーを目標に照射し続けることで、ミサイルの弾頭が目標から反射したレーザーを検出して飛行するセミアクティブ誘導方式。誘導ワイヤーが廃されたことでミサイルが高速になり、また、発射地点から離れた場所から、さらに発射手とは別の照準手でも誘導が可能になった一方で、照準レーザーを感知される、有線誘導でないために敵のジャミングに弱くなるといった欠点も登場した。
代表的な例としてヘルファイア、87式対戦車誘導弾などがあげられる。

### 第3世代
目標の発する赤外線を映像としてとらえ、これをミサイル先端部のシーカーが感知して飛行するパッシブ誘導方式。発射直後に照準作業を終了して、射手が退避することが容易になった、完全な「撃ちっ放し」だが、フレアなどの赤外線ジャミングに弱い。
代表的な例としてFGM-148 ジャベリン、01式軽対戦車誘導弾などがあげられる。

## 主な対戦車ミサイル
| 開発国                  | 名称                                                       | 弾体重量 （kg） | 有効射程 （m） | 誘導方式            | プラットフォーム | プラットフォーム | プラットフォーム | プラットフォーム |
| 開発国                  | 名称                                                       | 弾体重量 （kg） | 有効射程 （m） | 誘導方式            | 歩兵             | 車両             | 航空機           | 戦車砲           |
| ----------------------- | ---------------------------------------------------------- | --------------- | -------------- | ------------------- | ---------------- | ---------------- | ---------------- | ---------------- |
| アメリカ合衆国          | SSM-A-23 ダート                                            | 45              | 3,000          | 手動操縦            | ○                | ○                |                  |                  |
| アメリカ合衆国          | FGM-77B ドラゴン                                           | 12.2            | 1,000          | SACLOS              | ○                |                  |                  |                  |
| アメリカ合衆国          | BGM-71D TOW2                                               | 21.5            | 3,750          | SACLOS              | ○                | ○                | ○                |                  |
| アメリカ合衆国          | MGM-51A シレイラ                                           | 26.8            | 2,000          | SACLOS              |                  |                  |                  | ○                |
| アメリカ合衆国          | MGM-166 LOSAT                                              | 79              | 4,000          | SACLOS              |                  | ○                |                  |                  |
| アメリカ合衆国          | AGM-114K ヘルファイア-II                                   | 45              | 9,000          | SALH                |                  | ○                | ○                |                  |
| アメリカ合衆国          | AGM-65H マーベリック                                       | 210             | 20,000         | TV                  |                  |                  | ○                |                  |
| アメリカ合衆国          | FGM-148 ジャベリン                                         | 11.8            | 2,500          | IIR                 | ○                |                  |                  |                  |
| アメリカ合衆国          | FGM-172 SRAW                                               | 9.7             | 200            | INS                 | ○                |                  |                  |                  |
| フランス                | ENTAC                                                      | 12.2            | 2,000          | MCLOS               | ○                | ○                |                  |                  |
| フランス                | SS.10                                                      | 15              | 1,600          | MCLOS               | ○                | ○                |                  |                  |
| フランス                | SS.11                                                      | 30              | 3,000          | MCLOS               | ○                | ○                | ○                |                  |
| フランス カナダ         | ERYX                                                       | 10.2            | 600            | SACLOS              | ○                | ○                |                  |                  |
| フランス 西ドイツ       | ミラン3                                                    | 7.1             | 2,000          | SACLOS              | ○                | ○                |                  |                  |
| フランス 西ドイツ       | HOT 3                                                      | 24              | 4,000          | SACLOS              | ○                | ○                | ○                |                  |
| ドイツ                  | PARS 3 LR                                                  | 49              | 7,000          | IR+TV               |                  | ○                | ○                |                  |
| スウェーデン            | BILL-1                                                     | 36              | 2,200          | SACLOS              | ○                | ○                |                  |                  |
| スウェーデン · イギリス | NLAW                                                       | 12.5            | 800            | PLOS                | ○                |                  |                  |                  |
| イギリス                | ヴィジラント                                               | 14              | 1,375          | MCLOS               | ○                | ○                |                  |                  |
| イギリス                | スウィングファイア                                         | 27              | 4,000          | MCLOS 後にSACLOS    | ○                | ○                | ○                |                  |
| イギリス                | ブリムストーン                                             | 48.5            | 20,000         | MMW ARH             |                  |                  | ○                |                  |
| 日本                    | 64式対戦車誘導弾                                           | 15.7            | 1,800?         | MCLOS               | ○                | ○                |                  |                  |
| 日本                    | 79式対舟艇対戦車誘導弾                                     | 33              | 4,000          | SACLOS              | ○                | ○                |                  |                  |
| 日本                    | 87式対戦車誘導弾                                           | 12              | 2,000          | SALH                | ○                | ○                |                  |                  |
| 日本                    | 96式多目的誘導弾                                           | 60              | 10,000+?       | TVM画像             |                  | ○                |                  |                  |
| 日本                    | 01式軽対戦車誘導弾                                         | 11.4            | 2,000＋        | IIR                 | ○                | ○                |                  |                  |
| 日本                    | 中距離多目的誘導弾                                         | 26              | 2,500-3,500?   | IIR + SALH          | ○                | ○                |                  |                  |
| イスラエル              | スパイク-SR                                                | 9               | 800            | IIR+TV              | ○                |                  |                  |                  |
| イスラエル              | スパイク-MR                                                | 13              | 2,500          | IIR+TV              | ○                |                  |                  |                  |
| イスラエル              | スパイク-LR                                                | 13              | 4,000          | IIR+TV              | ○                | ○                |                  |                  |
| イスラエル              | スパイク-ER                                                | 34              | 8,000          | IIR+TV              | ○                | ○                | ○                |                  |
| イスラエル              | スパイク-NLOS                                              | 71              | 25,000         | IIR+TV              |                  | ○                | ○                |                  |
| イスラエル              | ニムロッド                                                 | 96              | 26,000         | SALH                |                  | ○                | ○                |                  |
| イスラエル              | LAHAT                                                      | 13.5            | 6,000          | SALH                |                  | ○                | ○                | ○                |
| 中国                    | HJ-8E                                                      | 25              | 4,000          | SACLOS              | ○                | ○                | ○                |                  |
| 中国                    | HJ-9                                                       | 37              | 5,500          | レーザーBR          | ○                | ○                | ○                |                  |
| 中国                    | HJ-10                                                      | 50              | 10,000+        | IIR SALH TV MMW ARH | ○                | ○                | ○                |                  |
| ソビエト連邦            | 3M6 シュメル （AT-1 スナッパー）                           | 22.5            | 2,300          | MCLOS               | ○                | ○                |                  |                  |
| ソビエト連邦            | 3M11 ファラーンガ （AT-2 スワッターA）                     | 27              | 2,500          | MCLOS               |                  | ○                | ○                |                  |
| ソビエト連邦            | 9M14M マリュートカ （AT-3 サガー）                         | 10.9            | 3,000          | MCLOS               | ○                | ○                | ○                |                  |
| ソビエト連邦            | 9M111 ファゴット （AT-4 スピガット）                       | 11.5            | 2,500          | SACLOS              | ○                | ○                |                  |                  |
| ソビエト連邦            | 9M113 コンクールス （AT-5 スパンドレル）                   | 14.6            | 4,000          | SACLOS              | ○                | ○                |                  |                  |
| ソビエト連邦            | 9M114 ココン （AT-6A スパイラル）                          | 31.4            | 5,000          | SACLOS              |                  | ○                | ○                |                  |
| ソビエト連邦            | 9K115 メチス （AT-7 サクルソン）                           | 5.5             | 1,000          | SACLOS              | ○                | ○                |                  |                  |
| ソビエト連邦            | 9M112 コブラ （AT-8 ソングスター）                         | 37.2            | 4,000          | SACLOS              |                  |                  |                  | ○                |
| ソビエト連邦            | 9M120M アターカ-V (英語版・ロシア語版) AT-9 スパイラル-2） | 48.5            | 8,000          | SACLOS              |                  | ○                | ○                |                  |
| ソビエト連邦            | 9M117 バスティオン （AT-10 スタッバー）                    | 17.6            | 5,000          | SACLOS              |                  |                  |                  | ○                |
| ソビエト連邦            | 9M119 レフレークス （AT-11 スナイパー）                    | 24.3            | 4,000          | レーザーBR          |                  |                  |                  | ○                |
| ソビエト連邦            | 9K118 シェクスナ （AT-12 スウィンガー）                    | 30.4            | 4,000          | レーザーBR          |                  |                  |                  | ○                |
| ロシア                  | 9M115-2 メチス-M （AT-13 サクルソン-2）                    | 13.8            | 1,500          | SACLOS              | ○                | ○                |                  |                  |
| ロシア                  | 9M133 コルネット （AT-14 スプリガン）                      | 27              | 5,500          | SACLOS              | ○                | ○                |                  |                  |
| ロシア                  | 9M123 フリザンテーマ (AT-15 スプリンガー）                 | 46              | 6,000          | SACLOS              | ○                | ○                |                  |                  |
| ロシア                  | 9K121 ヴィーフリ (英語版・ロシア語版) （AT-16 スカリオン） | 45              | 10,000         | レーザーBR          |                  |                  | ○                |                  |